# 이유없는 의심 (2009년 영화)
《이유없는 의심》(영어: Beyond a Reasonable Doubt)은 미국에서 제작된 피터 하이엄스 감독의 2009년 범죄 스릴러 영화이다. 1956년 동명 영화의 리메이크작이다. 제시 멧캐프 등이 출연하였고, 마크 데이먼 등이 제작에 참여하였다.

## 출연
- 제시 멧캐프
- 앰버 탬블린
- 마이클 더글러스
- 조엘 데이비드 무어
- 올랜도 존스
- 슈얼 휘트니
- 데이비드 젠슨
- 샤론 K. 런던
- 그랜트 제임스
- 랜들 리더

## 기타 제작진
- 협력 제작: 피터 하이엄스
- 공동 제작: 제임스 포털리즈, 마이클 P. 플래니건, 태머라 스투퍼리치 데라바라
- 배역: 라이언 글로리오소
- 미술: 제임스 A. 젤라든
- 세트: 해나 비클러
- 의상: 수재나 푸이스토